# 格尔瓦西·朱可夫
格尔瓦西·彼得罗维奇·朱可夫 (俄语：Гервасий Петрович Жуков，1861年—1940年)是一位俄国白军少将，他生於奧倫堡省，曾參與日俄战争、第一次世界大戰以及俄國內戰。朱可夫·格尔瓦西·彼得罗维奇曾效忠於俄羅斯國。1919年11月，朱可夫·格尔瓦西·彼得罗维奇來到中國。1940年4月14日，朱可夫·格尔瓦西·彼得罗维奇病逝于上海，墓地位於現今的靜安公園。